# Bagan
La città di Bagan (birmano: ပုဂံ) precedentemente conosciuta  come Pagan formalmente nominata Arimaddanapura (la città del frantoio nemico) ed anche conosciuta come Tambadipa (la terra del rame) o Tassadessa (la terra secca), fu la vecchia capitale di parecchi regni antichi in Birmania. È situata nelle pianure centrali asciutte del paese, sulla riva orientale del fiume Irrawaddy, 145 chilometri a sud-ovest di Mandalay.
L'UNESCO ha tentato senza successo di nominare Bagan come sede di patrimonio mondiale. La giunta militare (SPDC), attualmente al potere in Birmania, ha ristrutturato le opere d'arte antiche, templi e gli edifici, non tenendo conto degli stili architettonici originali, usando materiali moderni incompatibili esteticamente ai materiali edilizi originali. Nel 2019, Bagan è stato inserito nella lista dei Patrimoni dell'umanità dell'UNESCO.

## Storia
La città non esisteva, finché il re Pyinbya spostò la capitale a Pagan nell'874 d.C., che divenne in breve tempo una città importante. Le rovine di Bagan ricoprono una superficie di quasi 10 chilometri quadrati. La maggior parte dei suoi edifici furono costruiti fra il 1000 e il 1200, quando Bagan era la capitale del primo impero birmano.
Nel 1057 il re Anawrahta conquistò Thaton, la capitale dell'omonimo regno dei mon, e portò i sacri scritti del Tripitaka, monaci ed artigiani buddisti per trasformare Bagan in un centro religioso e culturale del Buddismo Theravada. Dopo la sua conversione a tale fede, Anawrahta inviò dei missionari in Sri Lanka e con l'aiuto della Sangha, convertì con successo il Paese al buddismo. Bagan allora si trasformò in un centro di studi religiosi e l'università di Bagan attrae allievi fin dai tempi dell'Impero Khmer.
Nel 1287 il regno cadde per mano dei mongoli, dopo il rifiuto di rendere omaggio al loro re Kublai Khan. La città fu saccheggiata e molte reliquie religiose vennero trafugate.

## Galleria d'immagini

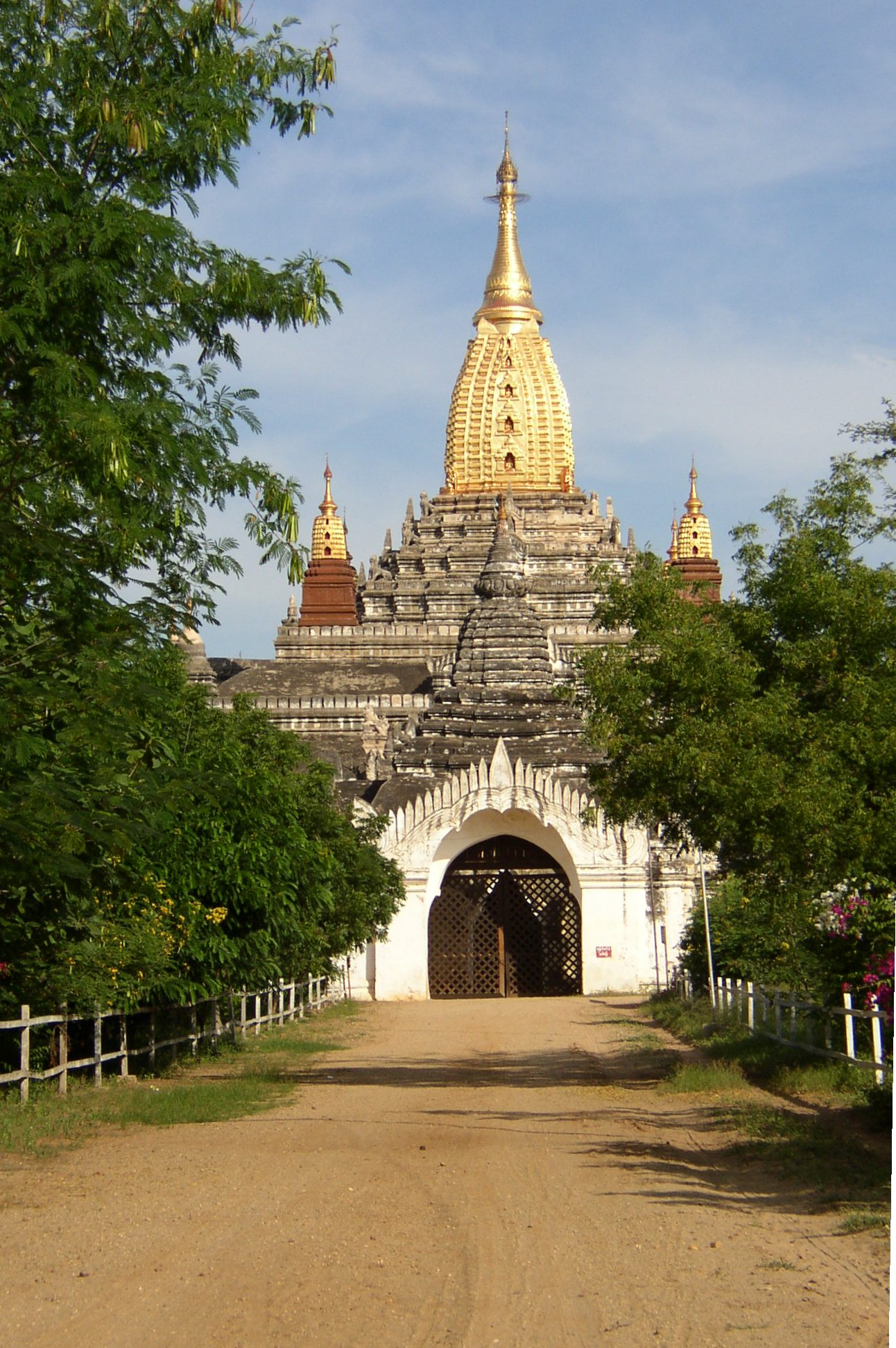
Tempio di Ananda
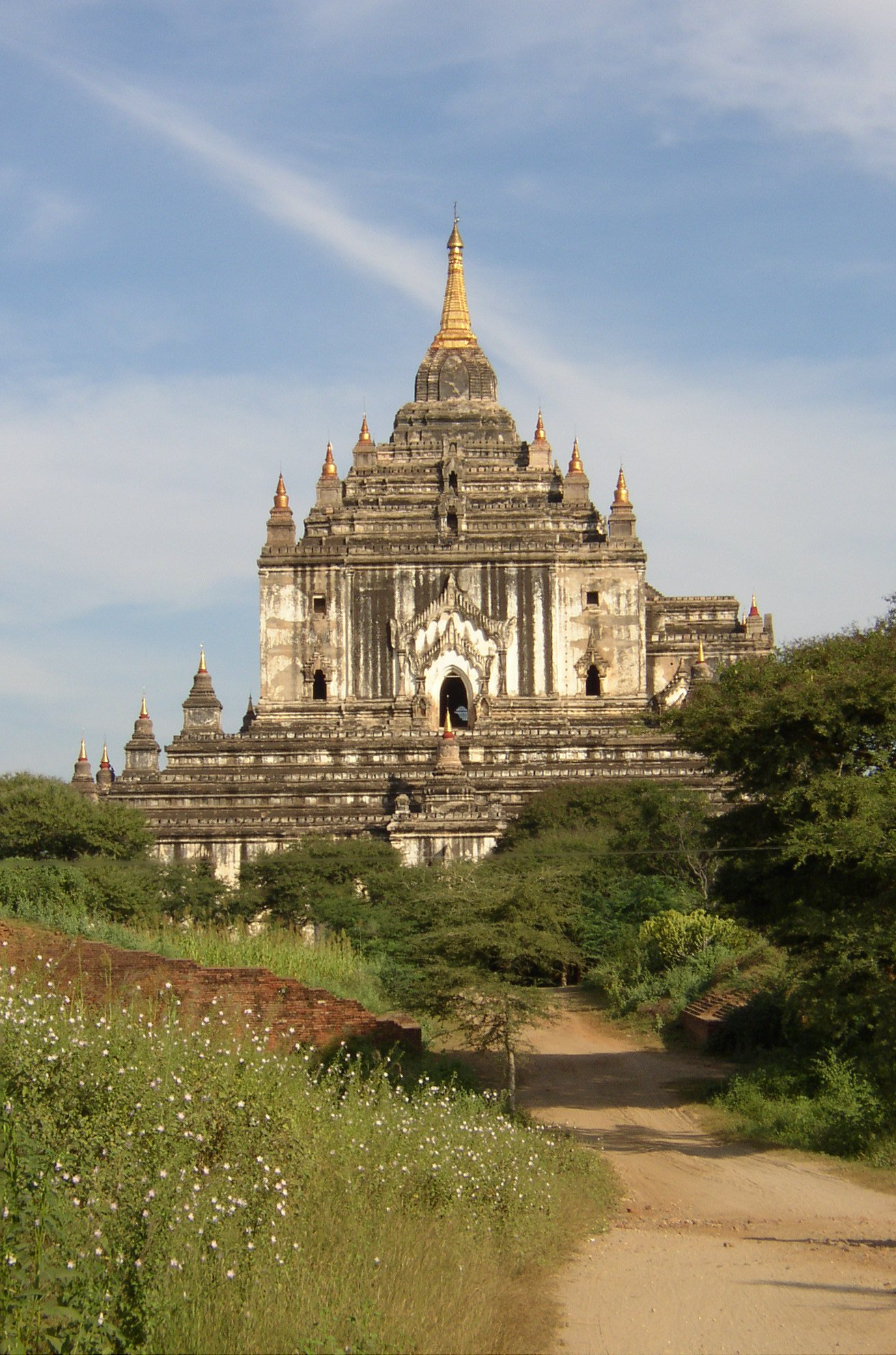
Il That-byin-nyu
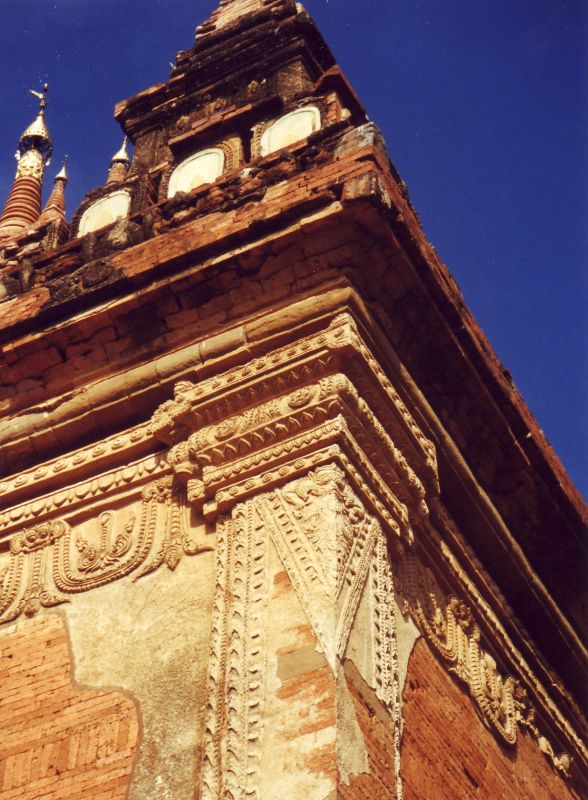
Angolo di un edificio storico
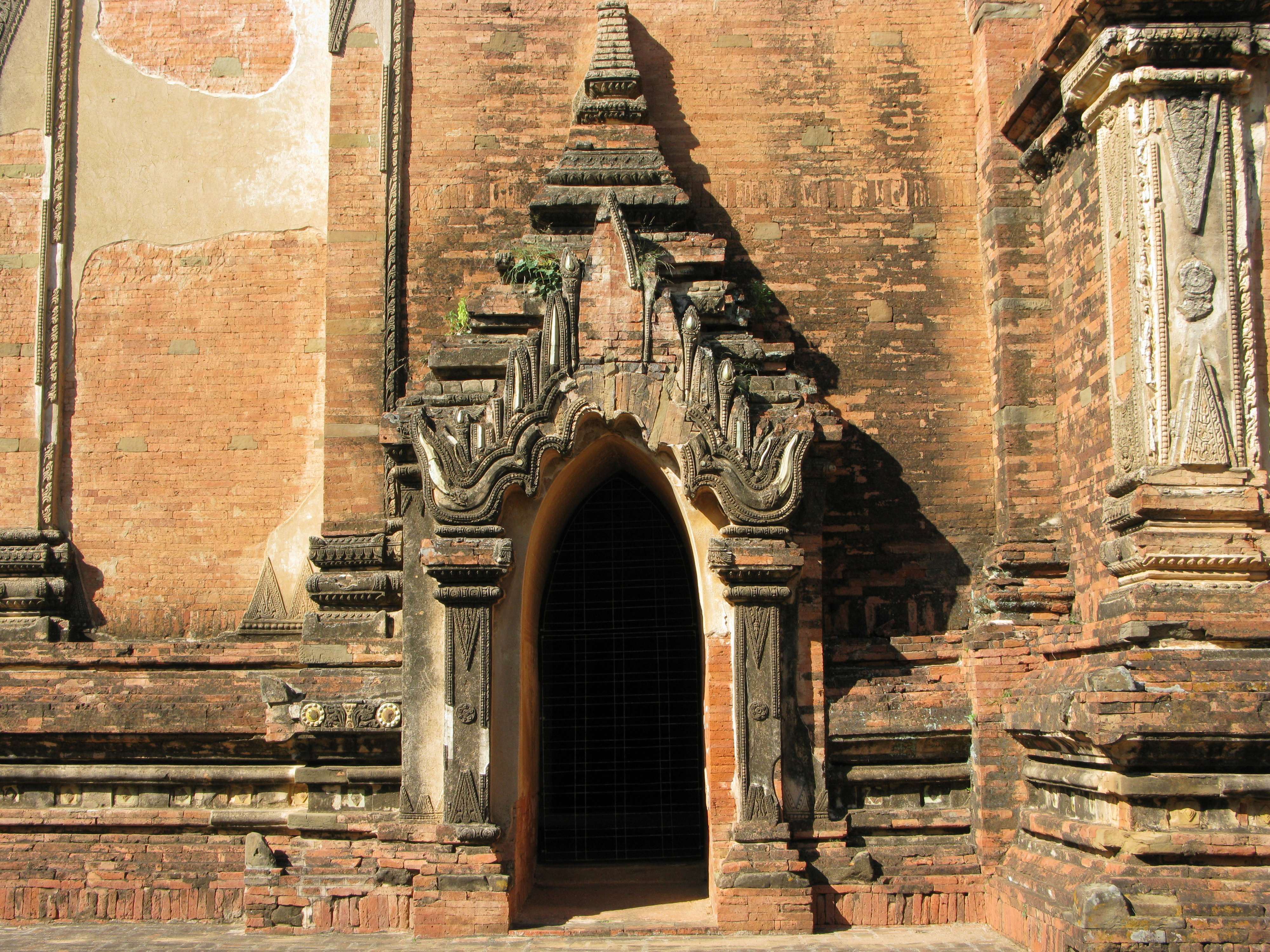
Porta di un edificio storico
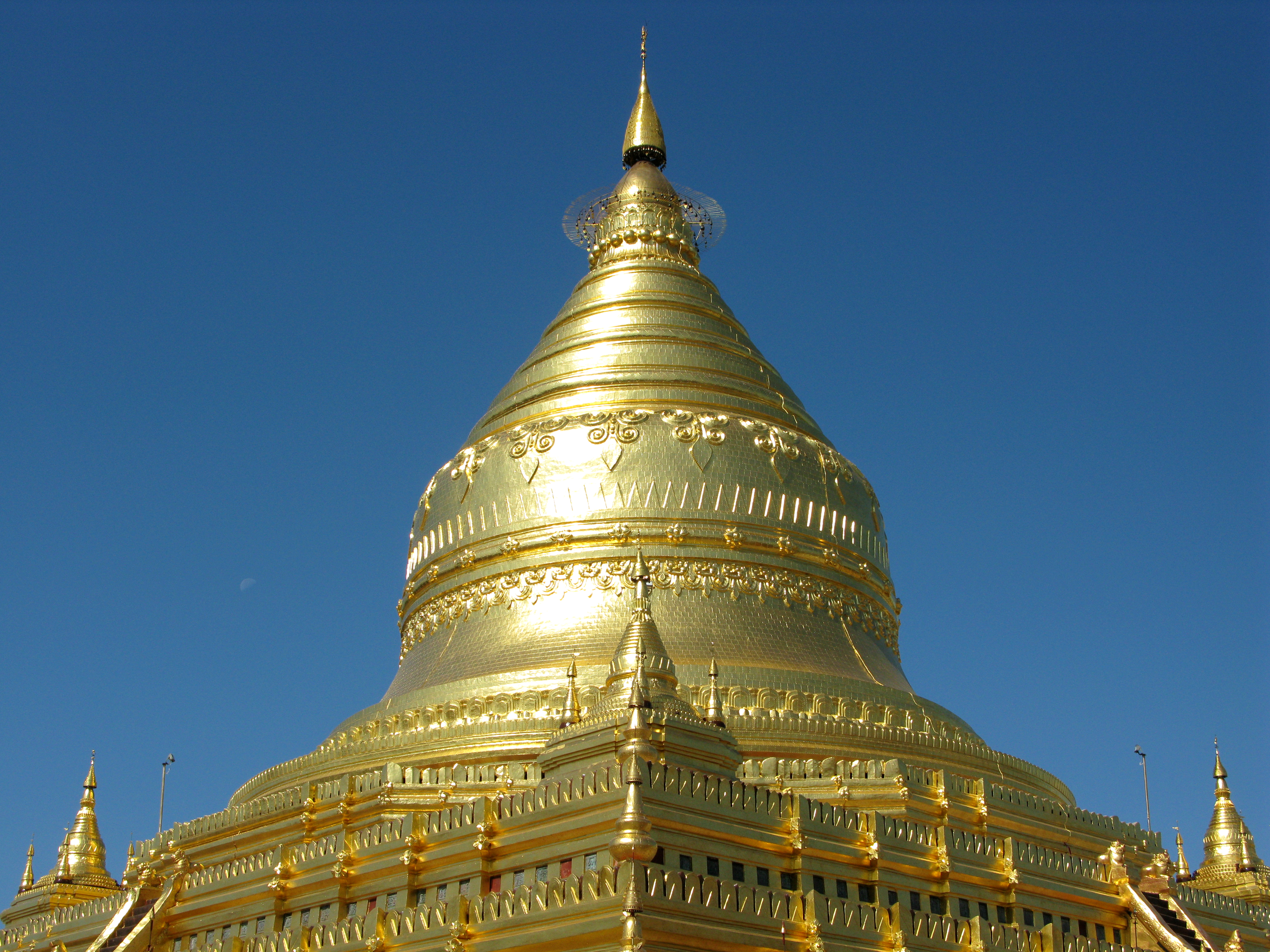
La pagoda di Shwezigon
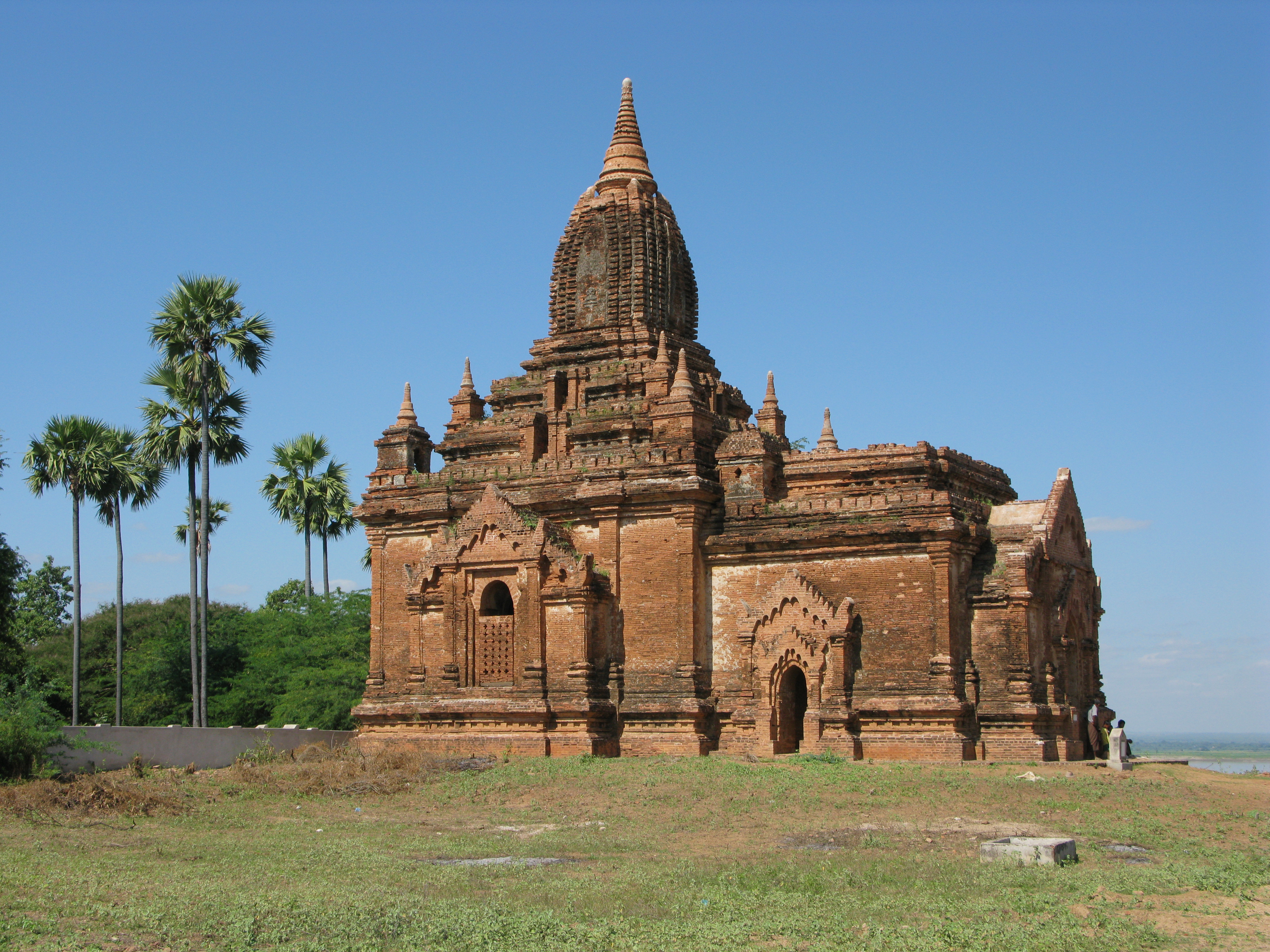
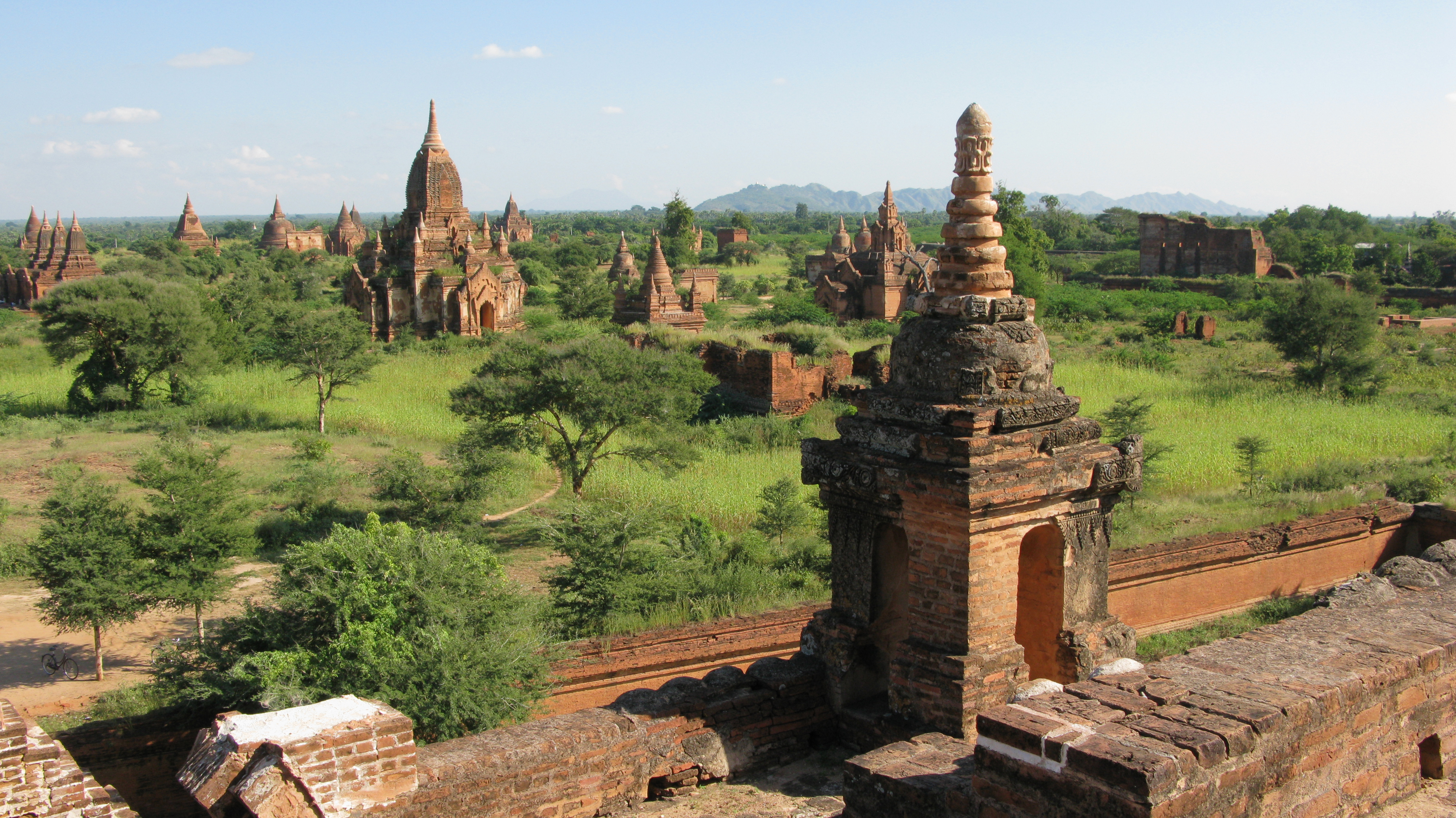
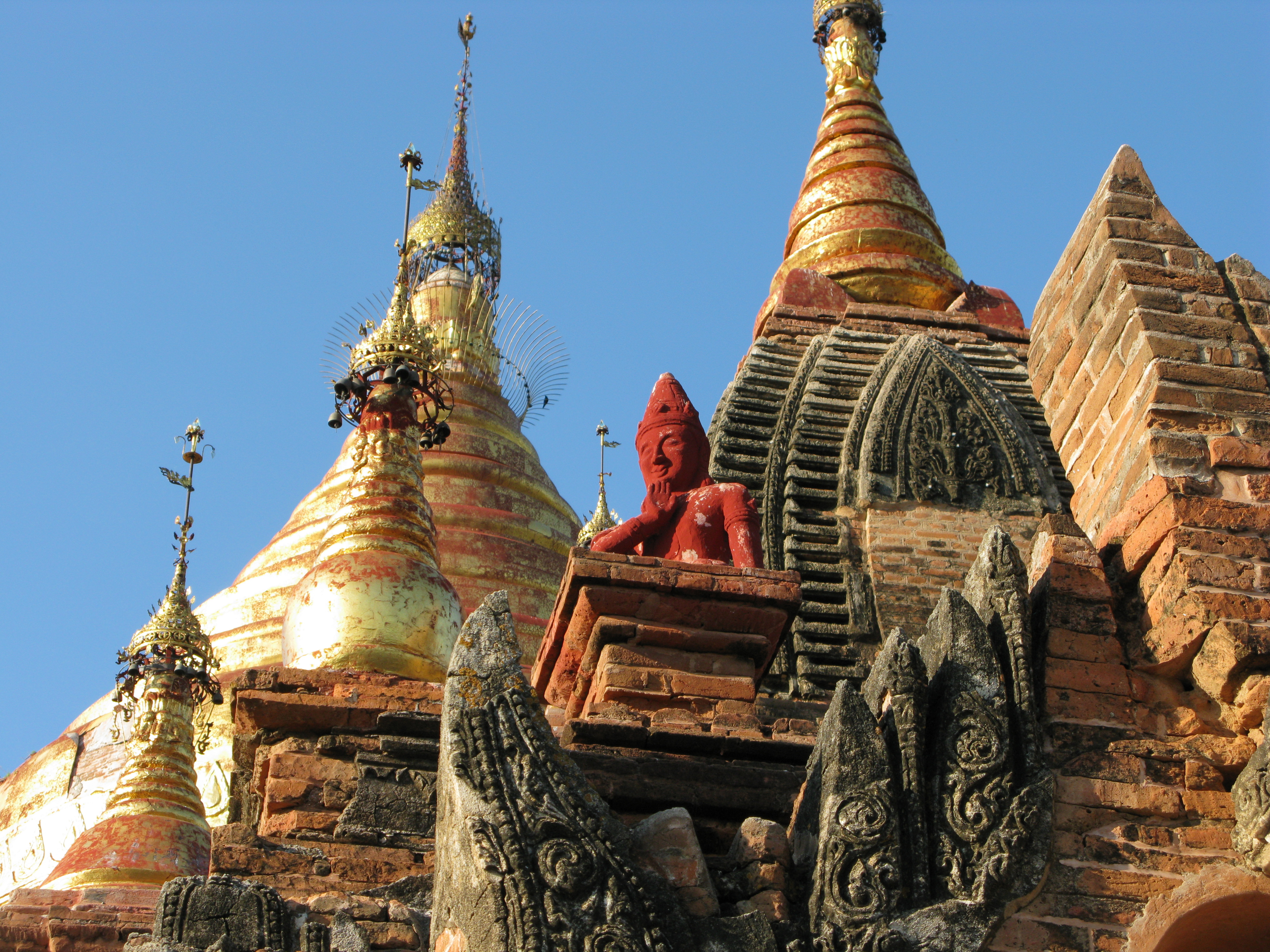
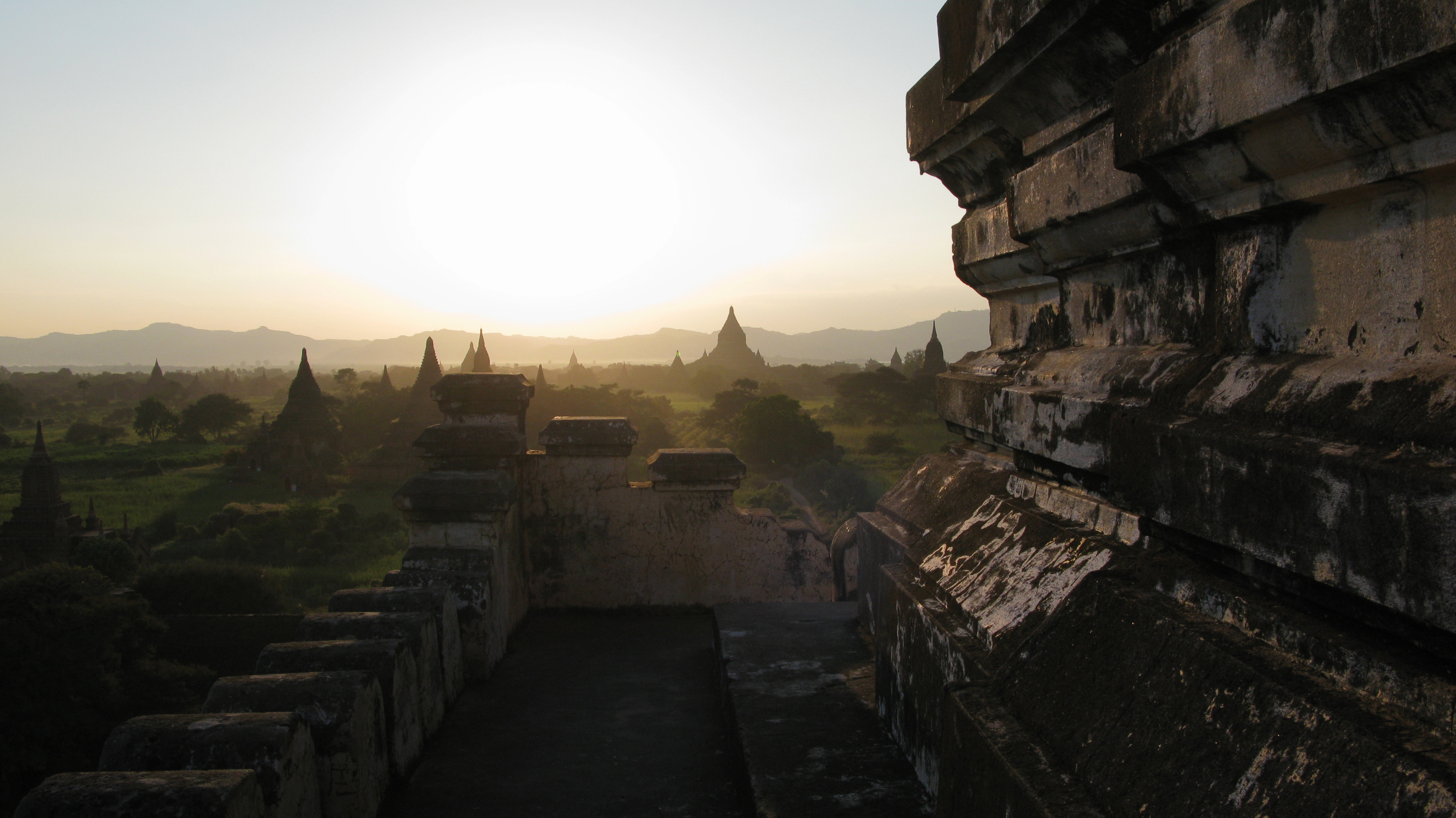
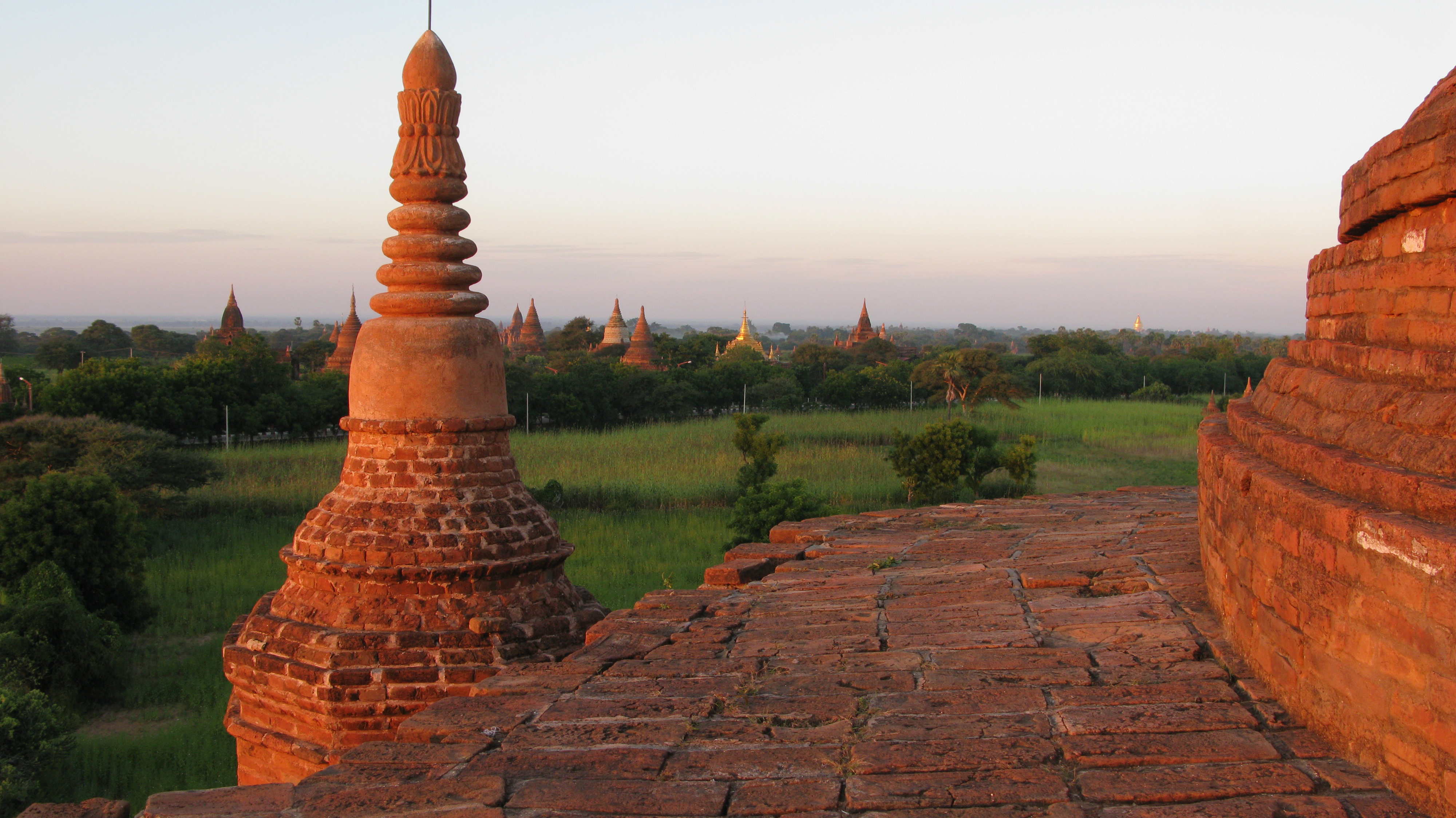
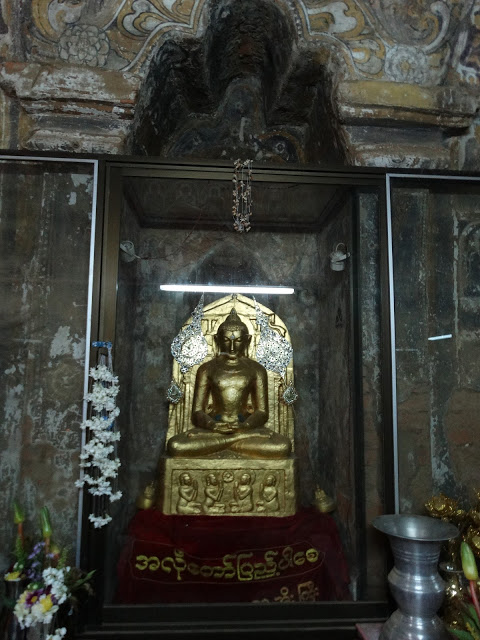
Buddha con diamanti in Alodawpyi Pagoda